# جسی پیک
جسی پیک (انگلیسی: Jesse Pike; ۱۷ سپتامبر ۱۸۹۰ – اکتبر ۱۹۸۶) دوچرخه‌سوار اهل ایالات متحده آمریکا بود. او در بازی‌های المپیک تابستانی ۱۹۱۲ شرکت کرده است.